# Степной (Мухоршибирский район)
Степно́й — посёлок в Мухоршибирском районе Бурятии. Входит в сельское поселение «Тугнуйское».

## География
Расположен в 7,5 км к востоку от центра сельского поселения, села Тугнуй, на левобережье реки Тугнуй, в 2 км к югу от её русла, по северной стороне автодороги местного значения Хошун-Узур — Никольск. В 10 км к юго-востоку от посёлка, у села Никольск, проходит федеральная автомагистраль Р258 «Байкал».

## Население
| 2002 | 2010 |
| ---- | ---- |
| 205  | ↘113 |